# Thorapadi
Thorapadi é uma vila no distrito de Vellore, no estado indiano de Tamil Nadu.

## Demografia
Segundo o censo de 2001,  Thorapadi  tinha uma população de 14,292 habitantes. Os indivíduos do sexo masculino constituem 54% da população e os do sexo feminino 46%. Thorapadi tem uma taxa de literacia de 74%, superior à média nacional de 59.5%: a literacia no sexo masculino é de 79% e no sexo feminino é de 67%. Em Thorapadi, 7% da população está abaixo dos 6 anos de idade.